# Andreas Lüderwaldt
Andreas Lüderwaldt (* 1944 in Kolberg, Pommern) ist ein deutscher Musikethnologe. Er war von 1974 bis 2009 wissenschaftlicher Mitarbeiter des Übersee-Museums in Bremen.

## Biografie
Lüderwaldt, in Hannover aufgewachsen, studierte Historische Musikwissenschaft, Musikethnologie und Geschichte. Mit Studien zur Charakteristik und gesellschaftlichen Bedeutung des Joiken-Gesanges bei den Samen in Norwegen wurde er 1974 an der Freien Universität Berlin promoviert. Anschließend kam er nach Bremen an das Übersee-Museum. Dort zählten asiatische Kulturen zu seinen Arbeitsschwerpunkten. Zweimal konzipierte er die Asienabteilung neu. Mitte der 1970er Jahre wurde es nötig, natur-, völker- und handelskundliche Aspekte in der Asienausstellung unter ökologischen Leitmotiven zu vereinen. 2006 stand das neue Konzept unter dem Titel „Asien – Kontinent der Gegensätze“.
Zum Bereich Asien gehört auch der Aufbau eines Gamelan-Orchesters unter dem Titel „Arum Sih“, das er 1981 gründete. Lüderwaldt organisierte drei große Gamelan-Festivals und machte das Übersee-Museum zum europäischen Zentrum der Gamelanmusik.
2001/2002 leitete er das Überseemuseum als kommissarischer Direktor.
Lüderwaldt konzipierte insgesamt 44 Sonderausstellungen, darunter „Geister, Mumien und Exoten – Vom Raritätenkabinett zum Übersee-Museum“, „Wege nach Asien“ und „Orchesterwelten – Weltorchester“.
Im März 2009 ging er in den Ruhestand.

## Werke (Auswahl)
- mit Wiebke Ahrndt und Peter-Rene Becker: Asien. Katalog zur Dauerausstellung im Übersee-Museum Bremen ab 2006.
- mit Anne E. Dünzelmann und Viola König: Hugo H. Schauinsland. Unterwegs in Übersee. Aus Reisetagebüchern und Dokumenten des früheren Direktors des Bremer Übersee-Museums. Hrsg.: Übersee-Museum Bremen. Hauschild, Bremen 1999; ISBN 3-931785-33-5
- mit Viola König und Götz Mackensen (Hrsg.): TenDenZen 98, Jahrbuch VII des Übersee-Museums Bremen.
- „Laszive Lieder“, „Kunst des Kontrapunkts“ und „Negermusik“. Vom Umgang mit fremder Musik. In: M + B 9-10/1990, S. 537–543
- mit Higashiyama Kaii, Walter Raunig und Klaus Schrenk: Higashiyama Kaii. Ein Meister japanischer Landschaftsmalerei. Umschau-Verlag, Ffm., 4. Aufl. (1986), ISBN 3-7016-2147-0
- Joiken aus Norwegen. Studien zur Charakteristik und gesellschaftlichen Bedeutung des lappischen Gesanges. Übersee-Museum, Bremen 1976 (Veröffentlichungen aus dem Übersee-Museum Bremen; Bd. 2) Mit 272 Notenbeispielen, 1 Farbtafel u. 1 Karte (zugleich: Berlin, Freie Universität, Fachbereich 18 – Kunstwiss., Diss., 1974)
- als Hrsg.: Contemporary Gamelan Music. 25 Jahre Arum Shi. Internationales Gamelan Musik Festival Bremen 2006. [Medienkombination]. Hrsg.: Überseemuseum Bremen. Rasch, Bramsche [o. J.]; ISBN 3-89946-102-9